# NGC 4581
NGC 4581 is een elliptisch sterrenstelsel in het sterrenbeeld Maagd. Het hemelobject werd op 20 april 1882 ontdekt door de Amerikaanse astronoom Edward Singleton Holden.

## Synoniemen
- UGC 7801
- MCG 0-32-28
- ZWG 14.83
- PGC 42199